# Голубев, Иван Петрович (Герой Социалистического Труда)
Иван Петрович Голубев (1917—1985) — советский хозяйственный и общественный деятель, Герой Социалистического Труда (1966), Заслуженный строитель УССР.

## Биография
Родился 21 июня 1917 года в деревне Горни, ныне Кардымовского района Смоленской области, в крестьянской семье. Русский.
После окончания семилетки (1933) поступил в Смоленский строительный техникум, но по причине его реорганизации был направлен в Свердловский строительный техникум. После завершения учёбы (1937) получил специальность техника-строителя промышленных и гражданских сооружений. Работал в тресте «Сибстройдор».
С 1937 года жил в Мариуполе, работал в управлении «Доменстрой» рабочим, мастером, прорабом, начальником, строил домны № 3 и № 4 комбината «Азовсталь». Один из авторов уникального проекта восстановления домны № 4 (1943).
Член КПСС с 1946 года. Управляющий трестом «Ждановметаллургстрой» (1958—1962), начальник комбината «Ждановстрой» (с 1962 года).
Руководил строительством аглофабрики, листопрокатного цеха «1700», слябинга «1500», цеха холодного проката, конверторного и мартеновского цехов комбината имени Ильича, листопрокатного цеха «3600» комбината «Азовсталь».
И. П. Голубев принимал активное участие в работе партийных и советских органов. Неоднократно избирался членом Донецкого областного, Мариупольского городского комитетов партии, депутатом областного и городского Советов народных депутатов.
С 1978 года Иван Петрович — персональный пенсионер союзного значения.
Умер 15 декабря 1985 года. Похоронен в Жданове Донецкой области.

## Награды и звания
- Указом Президиума Верховного Совета СССР от 11 августа 1966 года за выдающиеся достижения в выполнении семилетнего плана И. П. Голубеву было присвоено звание Героя Социалистического Труда.
- Награждён двумя орденами Ленина (1958, 1966), орденами Октябрьской Революции (1973) и «Знак Почёта» (1950), а также медалями, среди которых «За трудовое отличие» (1943), «За доблестный труд в Великой Отечественной войне 1941—1945 гг.», «За восстановление предприятий черной металлургии юга», «За доблестный труд. В ознаменование 100-летия В. И. Ленина», «Ветеран труда» (1978).
- Заслуженный строитель УССР.